# Hindsight (libro)
Hindsight & All the Things I Can't See in Front of Me (en español: 'Retrospectiva y todas las cosas que no puedo ver frente a mí') es un libro autobiográfico del músico estadounidense Justin Timberlake. Se presenta como una colección personal de observaciones, memorias y fotografías. El libro fue anunciado oficialmente el 10 de agosto de 2018, siendo publicado en tapa dura el 30 de octubre del mismo año por la editorial Harper Design. Tras su lanzamiento, Hindsight llegó al segundo lugar de los libros de no ficción más vendidos de The New York Times.

## Contenido
La editora de Timberlake, Elizabeth Sullivan, se refirió al libro como «experimental» y añadió:

It's a highly designed mix of stories, memories, musings, and personal images. You can open it up anywhere and read a vignette or look at a series of photographs or wild graphics. But in the end, the elements come together to create an exciting portrait of an artist and human being.
Es una mezcla altamente diseñada de historias, recuerdos, reflexiones e imágenes personales. Puedes abrirlo en cualquier lugar y leer una viñeta o mirar una serie de fotografías o gráficos salvajes. Pero al final, los elementos se unen para crear un emocionante retrato de un artista y ser humano.

El libro cubre episodios de su vida personal y profesional, incluyendo su infancia, su participación en The Mickey Mouse Club, la boy band NSYNC, el inicio de su carrera individual, su proceso de composición musical, sus luchas, la inspiración y creación de varias de sus canciones, sus apariciones en Saturday Night Live, las parodias junto a Jimmy Fallon, su esposa Jessica Biel y su hijo Silas.